# Пеледуй (река)
Пеледу́й — река в Якутии, левый приток Лены.
Длина — 398 км, площадь водосборного бассейна — 14 300 км². Средний расход — 48,9 м³/с. Берёт начало на Приленском плато и течёт по этому же плато. Питание преимущественно снеговое. Половодье с мая по июнь. Замерзает в октябре — ноябре, вскрывается в мае. Вблизи устья реки около посёлка Пеледуй ведётся разработка поваренной соли. Высота устья — 174 м над уровнем моря.

## Притоки
(расстояние от устья)
- 7 км: Бобровка (пр)
- 14 км: Талица (лв)
- 39 км: Студёнка (лв)
- 43 км: Ульяновка (лв)
- 69 км: Улах-Юрях (пр)
- 79 км: Леновка (пр)
- 94 км: Хорон (лв)
- 101 км: река без названия (пр)
- 115 км: Алысардах (пр)
- 131 км: Тарын-Юрях (пр)
- 136 км: Бургалах (лв)
- 142 км: Кадардах (пр)
- 146 км: Туой-Юрях (лв)
- 159 км: Тенкели (лв)
- 179 км: Курум (лв) (длина 86 км)
- 182 км: Табалах (пр)
- 182 км: Куртах (лв)
- 192 км: Юктэкэнчик (пр)

Бассейн Лены

- 195 км: Кадала (лв) (длина 117 км)
- 230 км: Мулисьма (пр) (длина 127 км)
- 247 км: Олдонгдо (пр)
- 257 км: Южный Сенган (пр)
- 266 км: Суон-Юрях (пр)
- 278 км: Делинда (лв)
- 290 км: Огус-Юрях (пр)
- 307 км: Титтях (лв)
- 308 км: Каламас (пр)
- 322 км: Байтах (лв)
- 325 км: Декдилакан (пр)
- 334 км: Ямная (пр)
- 350 км: Куланда (пр)
- 369 км: Дигло (пр)
- 379 км: Мшистая (пр)
- 384 км: Маревая (пр)

## Авария
22 мая 2006 года на нефтепроводе Талакан — Витим проводилась опрессовка водой для проверки его герметичности. После того как пустили нефть, трубу в двух местах прорвало. Водонефтяная смесь попала в озеро Талое, оттуда — в реку Пеледуй. В результате происходил интенсивный вынос нефти из очага загрязнения в реку Пеледуй. Поверхность реки покрылась плёнкой нефти протяжённостью 103 километра.

## Гидрология
| Средний расход воды (м³/с) реки Пеледуй по месяцам и за год с 1936 по 1988 гг. (замеры производились на гидрологическом посту в 33 км от устья) |